# Raphael König
Raphael König (* 2. März 2004 in Klagenfurt) ist ein ehemaliger österreichischer Handballspieler.

## Karriere
König lief in seiner Jugend für den SC Ferlach auf. In dieser Zeit nahm er mit der Jugend-Auswahlmannschaft des Kärntner Landesverbandes an einigen Turnieren teil. In der Saison 2021/22 lief der Linkshänder für die erste Mannschaft des SC Ferlach auf, welche an der Handball Liga Austria teilnimmt. 2022/23 wurde König von Bregenz Handball verpflichtet. Nach der Saison 2023/24 beendete König, aufgrund eines möglichen AV-Block, seine Karriere.